# Crinum piliferum
Crinum piliferum är en amaryllisväxtart som beskrevs av Inger Nordal. Crinum piliferum ingår i släktet Crinum, och familjen amaryllisväxter. Inga underarter finns listade i Catalogue of Life.